# Blíž k tobě, Bože můj

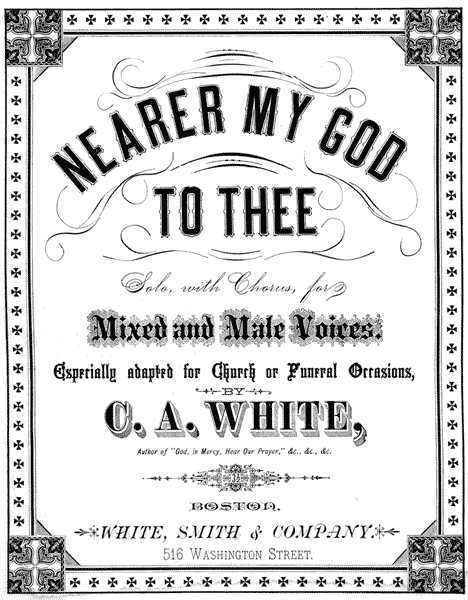
Titulní list, 1881

Blíž k tobě, Bože můj je slavná anglická náboženská píseň, oblíbená také jako píseň pohřební. Byla převzata do mnoha světových jazyků (včetně finštiny, maďarštiny, vietnamštiny a japonštiny). Původně šlo o anglickou báseň Nearer, My God, to Thee unitářky Sarah Flower Adamsové z roku 1841, volně inspirovanou Jákobovým snem o žebříku do nebe (Gn 28,11–19). K tomuto textu existuje několik melodií (nejznámější jsou Bethany, Horbury a Propior Deo). Báseň poprvé zhudebnila sestra autorky, skladatelka Eliza Flower. V Česku, stejně jako ve většině světa, je známá verze Bethany, kterou složil v roce 1856 sbormistr presbyteriánského sboru z Bostonu Lowell Mason (autor více než 1600 skladeb, z nichž některé se hrají dodnes). Právě tuto verzi údajně hrál lodní ansámbl při potápění Titanicu; byla to prý oblíbená píseň dirigenta sboru, který si ji chtěl nechat zahrát na svém pohřbu. Vyskytuje se také v několika filmech o Titanicu, včetně filmu Titanic Jamese Camerona z roku 1997. Ve Velké Británii je naopak nejznámější verze Horbury. K pěti slokám anglického originálu přibyla později sloka šestá; česká přebásnění mají pět slok.

## České verze
Do Zpěvníku Českobratrské církve evangelické z roku 1923 byla píseň zařazena dokonce dvojmo (v tomto „provizorním“ zpěvníku, užívaném do konce 70. let, byly narychlo sloučeny různé tradice). Pod číslem 385 je uveden překlad Josefa Bašteckého s 5. slokou od Aloise Adlofa, pod číslem 179 je text Ferdinanda Hrejsy.
V současném Evangelickém zpěvníku, který vyšel roku 1979, je použito přebásnění Rostislava Nechuty a Rudolfa M. Šimši; píseň je zařazena v sekci Prosby v utrpení pod číslem 558.
Ve Zpěvníku Církve československé husitské je pod číslem 23.
V římskokatolickém Kancionálu nakladatelství Zvon je pod číslem 901 uvedena s českým textem Václava Renče z roku 1969.
Ve Studentském zpěvníku z r. 1939 je uveden český text bez označení autora překladu na počátku druhého oddílu.

## Slova
| Nearer, my God, to Thee, nearer to Thee! E'en though it be a cross that raiseth me; Still all my song shall be nearer, my God, to Thee, Refrén: Nearer, my God, to Thee, nearer to Thee! Though like the wanderer, the sun gone down, Darkness be over me, my rest a stone; Yet in my dreams I'd be nearer, my God, to Thee, Nearer, my God, to Thee, nearer to Thee! There let the way appear steps unto heav'n; All that Thou sendest me in mercy giv'n; Angels to beckon me nearer, my God, to Thee, Nearer, my God, to Thee, nearer to Thee! Then with my waking thoughts bright with Thy praise, Out of my stony griefs Bethel I'll raise; So by my woes to be nearer, my God, to Thee, Nearer, my God, to Thee, nearer to Thee! Or if on joyful wing, cleaving the sky, Sun, moon, and stars forgot, upwards I fly, Still all my song shall be, nearer, my God, to Thee, Nearer, my God, to Thee, nearer to Thee! Šestá sloka doplněná biskupem Edwardem Henry Bickerstethem: There in my Father's home, safe and at rest, There in my Saviour's love, perfectly blest; Age after age to be, nearer my God to Thee, Nearer, my God, to Thee, nearer to Thee! | Blíž k tobě, Bože můj, vždy k tobě blíž! V smutcích i radostech mou prosbu slyš: Ať kráčím den co den jen v tobě svoboden, Refrén: blíž k tobě, Bože můj, vždy k tobě blíž! Vše, co jsem a co mám, je darem Tvým, tvá láska jediným mým bohatstvím. Tys přítel můj a cíl, já toužím ze všech sil blíž k tobě, Bože můj, vždy k tobě blíž. I když mě sebevíc tíží můj kříž, ty vždy mě pozvedáš, ty potěšíš. Dej, ať tvé cesty znám, ať po nich nejdu sám blíž k tobě, Bože můj, vždy k tobě blíž. Nauč mě, Bože můj, tak svět mít rád jak ten, jenž za hříšné šel život dát: Ať umím bratrem být a s láskou v srdci jít blíž k tobě, Bože můj, vždy k tobě blíž. V poslední hodině, až přijde čas, buď se mnou, Bože můj, buď s každým z nás! Ať smrt se promění ve slavné vzkříšení, blíž k tobě, Bože můj, navěky již! |